# کایل نیومن
کایل نیومن (انگلیسی: Kyle Newman؛ زادهٔ ۱۶ مارس ۱۹۷۶) کارگردان و نویسنده نیویورک تایمز اهل ایالات متحده آمریکا است. 

## فیلم‌شناسی
| سال  | عنوان         | یادداشت  |
| ---- | ------------- | -------- |
| ۲۰۰۹ | پسرهای طرفدار | کارگردان |
| ۲۰۱۵ | به‌ندرت مرگبار | کارگردان |

## موزیک ویدئو
| سال  | عنوان          | هنرمند       | یادداشت  |
| ---- | -------------- | ------------ | -------- |
| ۲۰۱۲ | اندوه تابستانی | لانا دل ری   | کارگردان |
| ۲۰۱۵ | استایل         | تیلور سوئیفت |          |